# Nextcloud
Nextcloud är en klient-serverprogramvara för att skapa och använda fillagringstjänster. Nextcloud erbjuder liknande funktioner som Dropbox, Office 365 eller Google Drive när den används tillsammans med paketlösningarna Collabora Online eller OnlyOffice. Det kan driftas som molntjänst eller på egen server och är skalbart från hemmakontorslösningar baserade på Raspberry Pi  till fullstora datacenterlösningar som stöder miljontals användare.

## Funktioner
Nextcloudfiler lagras i konventionella katalogstrukturer, tillgängliga via WebDAV. SQLite, MySQL eller PostgresSQL databas krävs för att erbjuda ytterligare funktioner som behörighetsinställningar, fildelning eller kommentarer.
Nextcloud kan synkronisera med lokala klienter som kör Windows (Windows 7, 8 och 10), macOS (10.6 eller senare) eller olika Linuxdistributioner. Nextcloud tillåter användar- och gruppadministration lokalt eller via olika backends som OpenID eller LDAP.
Baserat på inställning av tillgänglighetsnivåer går det att styra loggning av filåtgärder, samt att tillåta eller neka åtkomst till filer.
För ökad säkerhet går det att använda multifaktorautentisering som till exempel TOTP, WebAuthn, Oauth2, OpenID Connect, samt skydd mot Brute-forceattacker.